# Ásgeir Örn Hallgrímsson
Ásgeir Örn Hallgrímsson (Reykjavik, 17 de febrero de 1984) es un jugador de balonmano islandés que juega de lateral derecho en el Haukar HB. Es internacional con la Selección de balonmano de Islandia.
Con la selección ganó la medalla de plata en los Juegos Olímpicos de Pekín 2008 y la medalla de bronce en el Campeonato Europeo de Balonmano Masculino de 2010.

## Clubes
- Haukar HB (2000-2005)
- TBV Lemgo (2005-2007)
- GOG Gudme (2007-2010)
- Faaborg HK (2010)
- TSV Hannover-Burgdorf (2010-2012)
- PSG (2012-2014)
- USAM Nîmes (2014-2018)
- Haukar HB (2018- )